# Elecciones a la Asamblea Regional de Cantabria de 1991
Las elecciones a la Asamblea Regional de Cantabria de 1991 se celebraron el 26 de mayo. Las elecciones autonómicas de 1991 dieron la primera victoria al PSC-PSOE en unos comicios autonómicos. La división de la coalición de centroderecha que asistió a anteriores elecciones perjudicó gravemente al PP. La UPCA de Juan Hormaechea obtuvo unos buenos resultados, a un solo escaño de la lista ganadora. A pesar de la mayoría simple del PSC-PSOE, Juan Hormaechea repitió como presidente del Gobierno de Cantabria al contar con el apoyo del PP. En noviembre de 1994, una sentencia firme del Tribunal Supremo condenó a Juan Hormaechea a las penas de prisión e inhabilitación; este presentó forzosamente la dimisión, pero ningún otro candidato logró mayoría en el Parlamento, por lo que Hormaechea continuó como presidente en funciones hasta julio de 1995.

## Resultados
| ← Elecciones a la Asamblea Regional de Cantabria de 1991 → |                                                   |                      |         |       |         |      |
| Presidente y gobierno | Partido                                           | Candidato            | Votos   | %     | Escaños | +/-  |
| - Presidente: Juan Hormaechea - Gobierno: UPCA-PP (1991-1993) UPCA (1993-1995) - Censo: 412.412 - Votantes: 298.348 (72,30%) - Abstención: 114.064 (27,70%) - Válidos: 295.806 - A candidatura: 290.797 | Partido Socialista Obrero Español (PSOE)          | Jaime Blanco         | 102.958 | 35,41 | 16      | +3   |
| - Presidente: Juan Hormaechea - Gobierno: UPCA-PP (1991-1993) UPCA (1993-1995) - Censo: 412.412 - Votantes: 298.348 (72,30%) - Abstención: 114.064 (27,70%) - Válidos: 295.806 - A candidatura: 290.797 | Unión para el Progreso de Cantabria (UPCA)        | Juan Hormaechea      | 99.194  | 34,11 | 15      | +15  |
| - Presidente: Juan Hormaechea - Gobierno: UPCA-PP (1991-1993) UPCA (1993-1995) - Censo: 412.412 - Votantes: 298.348 (72,30%) - Abstención: 114.064 (27,70%) - Válidos: 295.806 - A candidatura: 290.797 | Partido Popular (PP)                              | José Luis Vallines   | 42.714  | 14,69 | 6       | -13a |
| - Presidente: Juan Hormaechea - Gobierno: UPCA-PP (1991-1993) UPCA (1993-1995) - Censo: 412.412 - Votantes: 298.348 (72,30%) - Abstención: 114.064 (27,70%) - Válidos: 295.806 - A candidatura: 290.797 | Partido Regionalista de Cantabria (PRC)           | Miguel Ángel Revilla | 18.789  | 6,46  | 2       | -3   |
| - Presidente: Juan Hormaechea - Gobierno: UPCA-PP (1991-1993) UPCA (1993-1995) - Censo: 412.412 - Votantes: 298.348 (72,30%) - Abstención: 114.064 (27,70%) - Válidos: 295.806 - A candidatura: 290.797 | Izquierda Unida (IU)                              |                      | 13.023  | 4,48  | 0       |      |
| - Presidente: Juan Hormaechea - Gobierno: UPCA-PP (1991-1993) UPCA (1993-1995) - Censo: 412.412 - Votantes: 298.348 (72,30%) - Abstención: 114.064 (27,70%) - Válidos: 295.806 - A candidatura: 290.797 | Centro Democrático y Social (CDS)                 |                      | 7.926   | 2,73  | 0       | -2   |
| - Presidente: Juan Hormaechea - Gobierno: UPCA-PP (1991-1993) UPCA (1993-1995) - Censo: 412.412 - Votantes: 298.348 (72,30%) - Abstención: 114.064 (27,70%) - Válidos: 295.806 - A candidatura: 290.797 | Los Verdes (LV)                                   |                      | 2.045   | 0,70  | 0       |      |
| - Presidente: Juan Hormaechea - Gobierno: UPCA-PP (1991-1993) UPCA (1993-1995) - Censo: 412.412 - Votantes: 298.348 (72,30%) - Abstención: 114.064 (27,70%) - Válidos: 295.806 - A candidatura: 290.797 | Agrupación Vecinal de Cantabria (AAVVC)           |                      | 1.445   | 0,50  | 0       |      |
| - Presidente: Juan Hormaechea - Gobierno: UPCA-PP (1991-1993) UPCA (1993-1995) - Censo: 412.412 - Votantes: 298.348 (72,30%) - Abstención: 114.064 (27,70%) - Válidos: 295.806 - A candidatura: 290.797 | Lista Ecologista-Humanista (LE-H)                 |                      | 1.184   | 0,41  | 0       |      |
| - Presidente: Juan Hormaechea - Gobierno: UPCA-PP (1991-1993) UPCA (1993-1995) - Censo: 412.412 - Votantes: 298.348 (72,30%) - Abstención: 114.064 (27,70%) - Válidos: 295.806 - A candidatura: 290.797 | Partido Comunista de los Pueblos de España (PCPE) |                      | 896     | 0,31  | 0       |      |
| - Presidente: Juan Hormaechea - Gobierno: UPCA-PP (1991-1993) UPCA (1993-1995) - Censo: 412.412 - Votantes: 298.348 (72,30%) - Abstención: 114.064 (27,70%) - Válidos: 295.806 - A candidatura: 290.797 | Partido Nacionalista Cántabro (PNC)               |                      | 623     | 0,21  | 0       |      |
| - Presidente: Juan Hormaechea - Gobierno: UPCA-PP (1991-1993) UPCA (1993-1995) - Censo: 412.412 - Votantes: 298.348 (72,30%) - Abstención: 114.064 (27,70%) - Válidos: 295.806 - A candidatura: 290.797 | En blanco                                         | N/A                  | 5.009   | 1,7   | N/A     | N/A  |
| - Presidente: Juan Hormaechea - Gobierno: UPCA-PP (1991-1993) UPCA (1993-1995) - Censo: 412.412 - Votantes: 298.348 (72,30%) - Abstención: 114.064 (27,70%) - Válidos: 295.806 - A candidatura: 290.797 | Nulos                                             | N/A                  |         |       | N/A     | N/A  |

a Respecto a Alianza Popular en 1987.

### Elección e investidura del Presidente de Cantabria
| Candidato              | Fecha                                                  | Voto       |    |    |   |   | Total |
| ---------------------- | ------------------------------------------------------ | ---------- | -- | -- | - | - | ----- |
| Juan Hormaechea (UPCA) | 2 de julio de 1991 Mayoría requerida: Absoluta (20/39) | Sí         |    | 15 | 6 |   | 21/39 |
| Juan Hormaechea (UPCA) | 2 de julio de 1991 Mayoría requerida: Absoluta (20/39) | No         | 16 |    |   | 2 | 18/39 |
| Juan Hormaechea (UPCA) | 2 de julio de 1991 Mayoría requerida: Absoluta (20/39) | Abstención |    |    |   |   | 0/39  |